# ألفارو فيرير
ألفارو فيرير (بالإسبانية: Álvaro Ferrer Vecilla) (17 مارس 1982 في إسبانيا - ) هو لاعب كرة يد إسباني في مركز ظهير ‏. لعب مع أديمار ليون.

## وصلات خارجية
- ألفارو فيرير على موقع الاتحاد الأوروبي لكرة اليد (الإنجليزية)